# Keihan Katano-lijn
De Keihan Katano-lijn  (京阪交野線; Keihan Katano-sen) is een spoorlijn tussen de Japanse steden Hirakata en Katano. De lijn maakt deel uit van het netwerk van Keihan in de regio Osaka-Kobe-Kioto en is een zijtak van de Keihan-lijn. De lijn loopt van het station Hirakatashi tot aan het station Kisaichi en is vernoemd naar de stad Katano, waar de eindhalte van deze lijn zich bevindt. 

## Geschiedenis
De Katano-lijn werd in 1929 aangelegd en uitgebaat door de 'Shigi-Ikoma Elektrische spoorwegmaatschappij' (信貴生駒電鉄, Shigi Ikoma Dentetsu), die de lijn verder richting het station Ikoma wilde uitbreiden. Wegens financiële problemen werd dit afgeblazen en werd de lijn overgedragen aan Keihan, die de lijn sindsdien exploiteert.      

## Treinen
Tot 15 maart 2013 reden er doorgaande lijnen via de Keihan-lijn, maar sindsdien rijden er enkel stoptreinen op het traject. Alle stations bevinden zich in de prefectuur Ōsaka.
- Futsu (普通, stoptrein) stopt op elk station.

## Stations
| Station      | Japans | Verbindingen                                                         | Stad     |
| ------------ | ------ | -------------------------------------------------------------------- | -------- |
| Hirakatashi  | 枚方市 | Keihan: Keihan-lijn                                                  | Hirakata |
| Miyanosaka   | 宮之阪 |                                                                      | Hirakata |
| Hoshigaoka   | 星ヶ丘 |                                                                      | Hirakata |
| Murano       | 村野   |                                                                      | Hirakata |
| Kōzu         | 郡津   |                                                                      | Katano   |
| Katanoshi    | 交野市 |                                                                      | Katano   |
| Kawachi-Mori | 河内森 | JR West: Katamachi-lijn (Gakkentoshi-lijn) (station Kawachi-Iwafune) | Katano   |
| Kisaichi     | 私市   |                                                                      | Katano   |

## Spoorwegmaterieel
Sinds april 2012 rijden er treinen van de 13000-serie op het traject. Daarnaast worden er ook treinstellen van de series 10000, 2600 en 1900 gebruikt.